# Gorica Aćimović
Gorica Aćimović (* 28. Februar 1985 in Banja Luka) ist eine ehemalige bosnische Handballspielerin. Sie hält auch die österreichische Staatsbürgerschaft besitzt.

## Karriere
Aćimović spielte in der Saison 2003/04 beim französischen Erstligisten Mérignac HB, mit dem sie am EHF Challenge Cup teilnahm. Im Jänner 2004 wechselte die Rückraumspielerin zum österreichischen Verein Hypo Niederösterreich, mit dem sie in den kommenden Spielzeiten mehrfach die Meisterschaft und den Pokal gewann. Von Sommer 2009 bis zum Saisonende 2010/11 spielte sie für den dänischen Spitzenverein Viborg HK an. Mit Viborg gewann sie 2010 die EHF Champions League und die dänische Meisterschaft. Im Jahr 2011 schloss Aćimović sich dem slowenischen Verein RK Krim Ljubljana an. Mit Krim gewann sie 2012 den slowenischen Pokal und die Meisterschaft. Im Sommer 2012 kehrte sie zu Hypo Niederösterreich zurück. Mit Hypo gewann sie 2013 den Europapokal der Pokalsieger. Weiterhin gewann sie 2013, 2014 sowie 2015 die Meisterschaft und den ÖHB-Cup. Nach der Saison 2014/15 beendete sie ihre Karriere. Ab Februar 2016 lief sie wieder für Hypo Niederösterreich auf. 2016, 2017 und 2018 gewann sie die Meisterschaft und 2016 den ÖHB-Cup. Nach der Saison 2017/18 verließ sie Hypo Niederösterreich.
Für Bosnien bestritt Aćimović Länderspiele für die Juniorenauswahl. Ab ihrer Einbürgerung gehörte sie seit 2007 dem Kader der österreichischen Auswahl an. Bei der Handball-WM in China 2009 nahm sie allerdings nicht teil.
Ihr erster Ehemann Vytautas Žiūra war ebenfalls österreichischer Handballspieler. Mittlerweile ist sie mit dem kroatisch-österreichischen Handballtorwart Kristian Pilipović verheiratet, mit dem sie zwei gemeinsame Kinder hat.